# James Longley
James Longley (Eugene, 4 de janeiro de 1972) é um cineasta norte-americano. Como reconhecimento, foi nomeado ao Oscar 2008 na categoria de Melhor Documentário em Curta-metragem por San's Mother.